# BR-Spielwaren
BR (ehemals BR-Legetøj und Fætter BR) ist eine aus Dänemark stammende Kette von Spielzeugläden. Die Kette war vor ihrer Insolvenz 2018 mit 247 Läden in Dänemark, Deutschland, Schweden, Norwegen und Finnland vertreten. Seit 2019 liegen die Markenrechte bei der dänischen Salling Group, die heute 29 Standorte in Dänemark betreibt.

## Geschichte

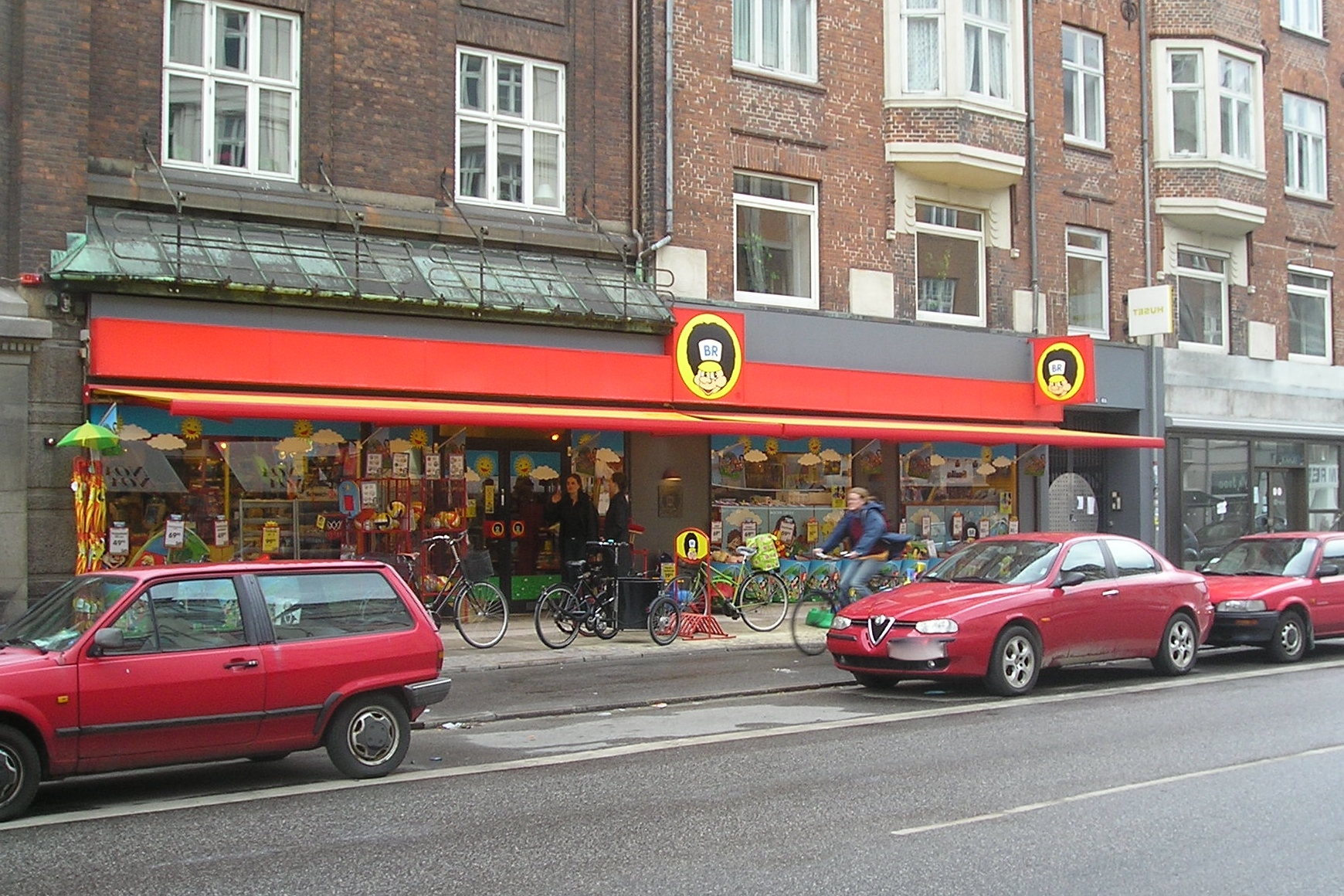
Ein Geschäft der Kette in Kopenhagen

Edith und Børge Rasmussen erwarben 1950 einen Kiosk in Roskilde, der vor allem Schreibwaren verkaufte. Die beiden Söhne des Ehepaars Henrik und Bjarne Gjørup traten 1963 in das Unternehmen ein und wandelten es in ein Fachgeschäft für Spielwaren um. Der zweite BR-Shop eröffnete im gleichen Jahr in Slagelse. Der Name des Unternehmens stammt von den Initialen des Vaters: Børge Rasmussen. Am 30. November 2018 hat die Muttergesellschaft TOP-TOY A/S ein gerichtliches Restrukturierungsverfahren in Dänemark eingeleitet.

### Situation in Deutschland
Auch die deutsche Tochtergesellschaft BR-Spielwaren GmbH mit Sitz in Hamburg war von der Insolvenz der Muttergesellschaft betroffen. Durch das Restrukturierungsverfahren in Dänemark, wurde am 30. November 2018 auch der Rückzug aus Norddeutschland angekündigt. Ein Teil der deutschen Standorte wurden dabei an Spiele Max verkauft und entsprechend umgeflaggt. Die Tochtergesellschaft wurde aufgelöst, die restlichen Filialen geschlossen.

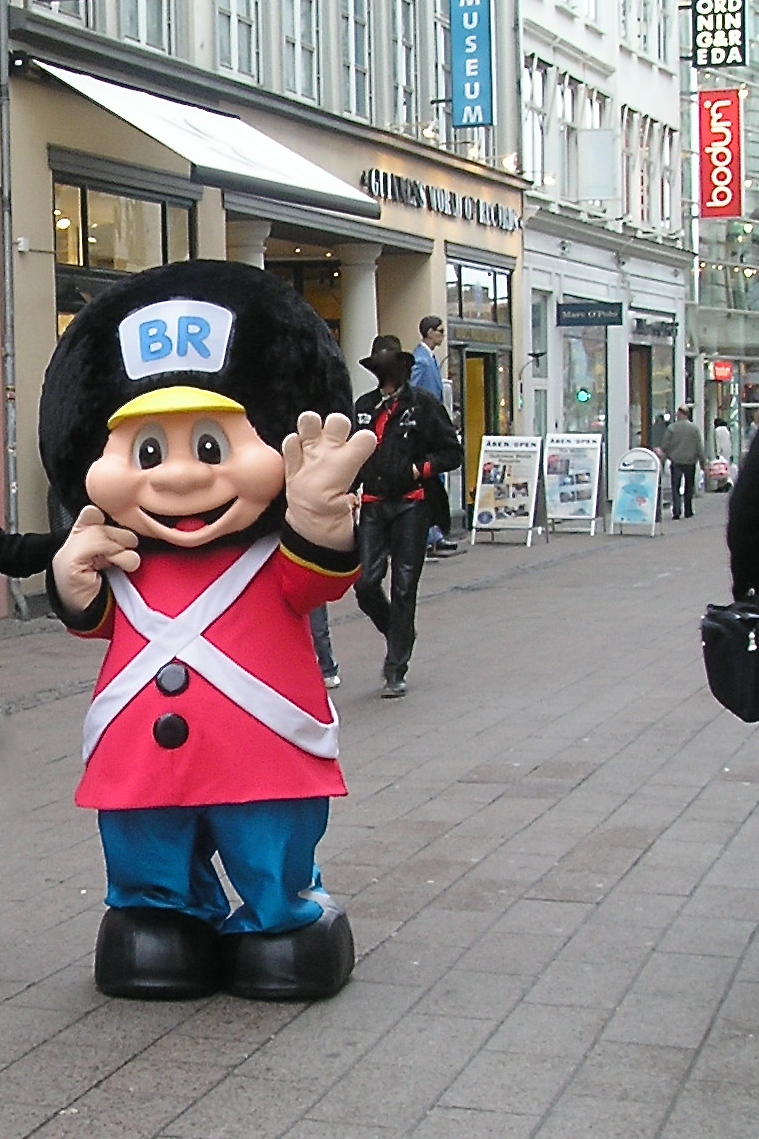
Das Maskottchen der Kette

## TOP-TOY A/S
Im November 1990 gründete die Gjørups den Konzern TOP-TOY A/S. BR wurde als Tochterunternehmen eingegliedert. Mitte der 1990er wurde mit dem amerikanischen Spielwarenkettenkonzern Toys'R'Us langfristige Franchisingverträge unterzeichnet, die TOP-TOY das Monopol für Toys'R'Us-Läden in nordischen Raum sicherte. Der Konzern beschäftigte über 3000 Mitarbeiter, hat einen Jahresumsatz von 500 Mio. Euro und wurde im Zuge der Insolvenz 2018 aufgelöst.